# Pseudophysocephala annulipes
Pseudophysocephala annulipes är en tvåvingeart som beskrevs av Krober 1939. Pseudophysocephala annulipes ingår i släktet Pseudophysocephala och familjen stekelflugor.
Artens utbredningsområde är Kenya. Inga underarter finns listade i Catalogue of Life.